# Carl Hasselrot (1812–1890)
Carl Hasselrot, född 6 januari 1812 i Skara, död 2 november 1890 i Växjö, var en svensk jurist och riksdagsledamot.  
Carl Hasselrot blev student vid Uppsala universitet 1831 och avlade examen till rättegångsverken 1833. Han arbetade som notarie i Slottsrätten 1841 och tillförordnad protokollsekreterare i Justitierevisionen 1843. Åren 1845–1849 var han tillförordnad domhavande innan han 1849 valdes till borgmästare i Alingsås. År 1858 blev han häradshövding i Ås och Gäsene häraders domsaga och 1872 i Västra Värends domsaga.
Under sin tid i riksdagen var Hasselrot 1853–1854 och 1856–1858 representant för borgarståndet, 1867–1874 var han invald i första kammaren av Älvsborgs läns valkrets och var bland annat ledamot i lagutskottet åren 1867, 1871, 1873 och 1874. Som politiker ägnade sig Hasselrot främst åt mildring av äldre tiders stränga straff. På hans initiativ avskaffades uppenbar kyrkoplikt och spöstraffet och husagan avfördes ur Strafflagen. Däremot föll hans motion 1868 om dödsstraffets borttagande. Hasselrot utgav Om frihetsstraffen och deras verkställighet.
Carl Hasselrot var son till Mathias Hasselrot. Han var gift tre gånger, nämligen med Eva Troselius från 1841, Hildegard Helander från 1857 och Hanna Pettersson från 1878. I första äktenskapet föddes sönerna Carl Birger och Mathias Hasselrot, i andra sönerna Pehr, Berndt och Carl-Axel Hasselrot och i tredje sonen Bror Hasselrot.